# محمدو ترائوره
محمدو ترائوره (انگلیسی: Mahamadou Traoré؛ زادهٔ ۳۱ دسامبر ۱۹۹۴) بازیکن فوتبال اهل مالی است.
از باشگاه‌هایی که در آن بازی کرده است می‌توان به باشگاه ورزشی جولیبا اشاره کرد.